# Triatlon van Almere

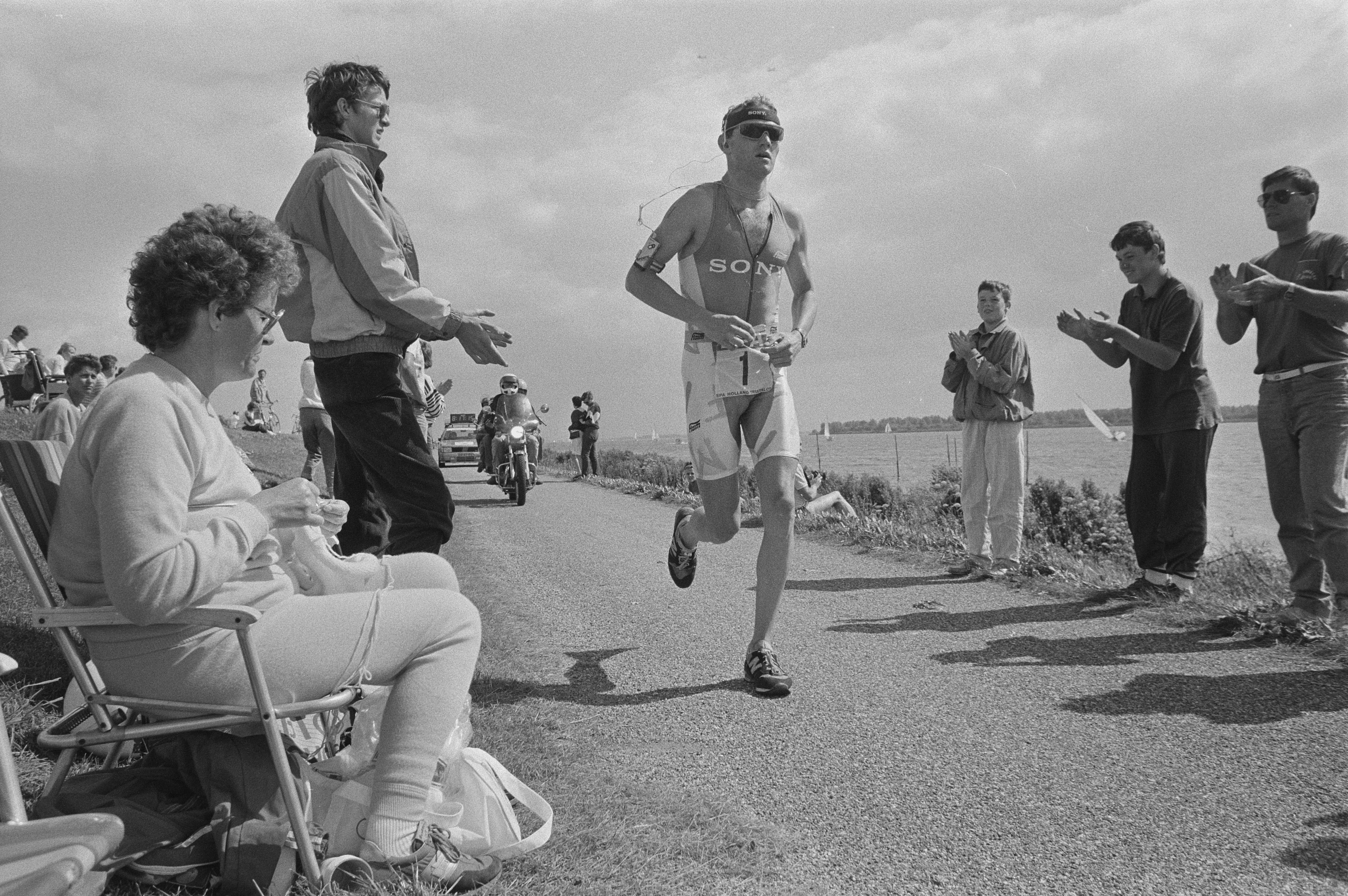
Axel Koenders tijdens de triatlon van Almere in 1987

De Triatlon van Almere, tegenwoordig bekend als 'Challenge Almere-Amsterdam" en vroeger ook wel bekend als de Holland Triathlon, is de bekendste triatlon van Nederland en wordt sinds 1983 elk jaar in Almere gehouden. Daarvoor heeft de Triathlon tweemaal in Den Haag plaatsgevonden. De Holland Triathlon is na Hawaii de oudste triatlonwedstrijd over de lange afstand (Long Distance Classic) van de wereld. Tijdens de triatlon dient er 3,8 km te worden gezwommen, 180 km gefietst en 42,195 km (marathonafstand) te worden hardgelopen. Deze afstanden komen ongeveer overeen met de (hele) ironman-afstanden. Deze combinatie van afstanden wordt wel aangeduid als ironman 140.6, naar de Engelse schrijfwijze van het totale aantal mijlen (de combinatie van halve afstanden wordt aangeduid als halve ironman of ironman 70.3).
Bij aanduidingen als Challenge Almere-Amsterdam en 2021 World Triathlon Long Distance Championships Almere-Amsterdam moet "Almere-Amsterdam" gelezen worden als "Almere en omgeving, bij de stad Amsterdam" of "Almere en omgeving, in de Metropoolregio Amsterdam", niet als "van Almere naar Amsterdam", en ook niet als "in Almere en Amsterdam".

## Organisatie
Almere is beroemd in de geschiedenis van de triathlon. Na Hawaï is de Holland Triathlon de oudste triathlon ter wereld. Almere is de thuisbasis van de Nederlandse triathlon sport, met twee sportverenigingen, een regionaal Topsport Centrum en veel individuele atleten.
Bijzondere winnaars waren pioniers als Axel Koenders en Gregor Stam, maar ook Gerrit Schellens, Frank Heldoorn en Georg Potrebitsch. Yvonne van Vlerken, Heleen bij de Vaate en Chrissie Wellington stonden de afgelopen jaren op het podium. Er zijn in Almere verschillende Europese- en Wereldkampioenschappen gehouden. De snelste race, met een eindtijd van 7 uur en 36 minuten, werd gerealiseerd door Menno Koolhaas in 2023. De snelste tijd bij de dames staat op naam van Sarissa de Vries in 2021.
De 30e verjaardag van de Holland Triathlon leidde in 2012 tot een facelift van de Almeerse triathlon. De start en finish vinden nu plaats in het stadshart van Almere. De zwem-, fiets- en looponderdelen beginnen allemaal op de Esplanade: het plein aan de rand van het Weerwater grenzend aan het winkelcentrum.
In 2020 werd geen Holland Triatlon gehouden vanwege de coronapandemie die dat jaar uitbrak.

### Challenge Almere-Amsterdam
De Triathlon van Almere wordt vanaf 1981 georganiseerd door Stichting Holland Triathlon. De Stichting Holland Triathlon kondigde in 2013 het samenwerkingsverband met de Challenge Family aan. De Holland Triathlon Almere wordt sinds 1981 georganiseerd en doet nu mee in de serie van vermaarde grote triatlons als de Challenge Roth, Challenge Pentiction en Challenge Phuket als Challenge Almere-Amsterdam.

## Afstanden

### Long Distance
De Almeerse Triathlon is de enige lange-afstandstriathlon in de wereld die wordt gehouden beneden het zeeniveau. Het is na triathlon Hawaï de oudste triatlon van de wereld. Er wordt 3,8 km gezwommen, 180 km gefietst en tot slot een marathon (42.2 km) gelopen door de provincie Flevoland. De finish vindt plaats in het centrum van Almere.

### Half Distance
Het evenement begon ooit met de Long Distance afstand maar in 2012 werd dit uitgebreid. In dat jaar organiseerde Stichting Holland Triathlon ook de eerste halve triatlon in Almere. Deze wedstrijd start na de Long Distance en vindt plaats op hetzelfde parcours. De afstanden die de atleten moeten afleggen zijn als volgt: 1,9 km zwemmen, 92,5 km fietsen en 21,1 km hardlopen.

### Lotto Eredivisie Finale
Naast de organisatie van de Long en Half distance, wordt op zondag ook de finale van de eredivisie Triathlon gehouden. Deze finale bestaat uit een parcours van 380 meter zwemmen, 7 km fietsen en 2,5 km rennen. Elk teamlid volbrengt de complete triathlon voordat hij of zij de timing chip overdraagt aan de volgende atleet. Wanneer de laatste atleet in het stadion arriveert, finisht het team samen. Deze wedstrijd bepaalt welk team de winnaar is van de Lotto Eredivisie. De eredivisie bestaat uit 5 wedstrijden waaraan verschillende teams meedoen.

### Scholierentriathlon
Voor middelbare scholieren is er een scholentriatlon. Deze triatlon, waarbij de officiële afstanden zijn aangepast tot 1/10e van de hele wedstrijd, vindt een dag voor de 'hele' triatlon plaats. In 2007 vond de 25e jubileumeditie van de Triatlon van Almere plaats, waarbij allerlei oudgedienden deelnamen aan de scholentriatlon. Sinds de aansluiten bij Challenge wordt de scholierentriatlon gehouden op het parcours van de Long en Half distance. Ook finishen de scholieren in het stadion op de Esplanade.

## EK's en WK's
In de afgelopen 35 jaar is Almere gaststad geweest voor zeven EK’s (in 1985, 1991, 1999, 2006, 2014, 2017 & 2019) en WK’s in 2003, 2008 en 2021. Jan van der Marel heeft in Almere zelfs een superbe sub-acht notering gevestigd van 7:57:46. Evert Scheltinga verbeterde deze beste Nederlandse tijd in 2021, toen hij 7:49:32 klokte. In 2023 werd die tijd ruim verbroken. Menno Koolhaas klokte 07:36:36. In 2024 werd de beste Nederlandse tijd ooit bij de vrouwen genoteerd: Marlene de Boer finishte na 8:22:3004 uur.
In 1985, 1991, 1999, 2006, 2014, 2017, 2022, 2023 en 2024 werden de Europese kampioenschappen triatlon lange afstand in Almere gehouden en de Wereldkampioenschappen triatlon lange afstand werden in 2008 (Wereldkampioenschappen triatlon lange afstand 2008) en 2021 in Almere gehouden.

## Uitslagen

### Mannen
| Editie | Goud               | Tijd    | Zilver             | Tijd     | Brons              | Tijd     |
| 1983   | Axel Koenders      | 9:58:27 | Gregor Stam        | 10:12:39 | Kurt Madden        | 10:20:09 |
| 1984   | Axel Koenders      | 9:25:41 | Gregor Stam        | 9:29:53  | Rob Barel          | 9:32:42  |
| 1985   | Gregor Stam        | 8:56:55 | Rob Barel          | 9:05:19  | Magnus Lönnqvist   | 9:13:50  |
| 1986   | Axel Koenders      | 9:03:24 | Gregor Stam        | 9:26:44  | Otto Hoter         | 9:26:53  |
| 1987   | Axel Koenders      | 8:58:46 | Matthijs de Koning | 9:12:16  | Ben van Zelst      | 9:15:47  |
| 1988   | Ben van Zelst      | 8:35:13 | Pauli Kiuru        | 8:39:41  | Henri Kiens        | 8:44:50  |
| 1989   | Pauli Kiuru        | 8:22:54 | Mac Martin         | 8:34:48  | Axel Koenders      | 8:35:13  |
| 1990   | Jos Everts         | 8:29:46 | Ben van Zelst      | 8:40:19  | Rik van Trigt      | 8:46:22  |
| 1991   | Ben van Zelst      | 8:25:30 | Jos Everts         | 8:30:20  | Jürgen Zäck        | 8:33:17  |
| 1992   | Mark Koks          | 8:29.08 | Henri Kiens        | 8:33:08  | Rik van Trigt      | 8:41:03  |
| 1993   | Jan van der Marel  | 8:16:21 | Ben van Zelst      | 8:18:20  | Rik van Trigt      | 8:19:21  |
| 1994   | Olivier Bernhard   | 8:28:37 | Frank Heldoorn     | 8:33:13  | Jan van der Marel  | 8:37:00  |
| 1995   | Frank Heldoorn     | 8:10:58 | Jan van der Marel  | 8:18:34  | Olivier Bernhard   | 8:20:28  |
| 1996   | Jan van der Marel  | 8:01:13 | Dirk Van Gossum    | 8:09:01  | Martin Breedijk    | 8:14:52  |
| 1997   | Frank Heldoorn     | 8:02:58 | Jan van der Marel  | 8:03:52  | Stefan Hölzner     | 8:09:38  |
| 1998   | Jan van der Marel  | 8:11:32 | Danny Simons       | 8:16:57  | Dirk Van Gossum    | 8:23:24  |
| 1999   | Jan van der Marel  | 7:57:46 | Petr Vabroušek     | 8:04:11  | Menno Oudeman      | 8:05:44  |
| 2000   | Petr Vabroušek     | 8:15:24 | Anssi Lehtinen     | 8:17:14  | Frank Heldoorn     | 8:25:20  |
| 2001   | Dirk Van Gossum    | 8:20:32 | Rolf Lautenbacher  | 8:28:14  | Gerrit Schellens   | 8:29:07  |
| 2002   | Gerrit Schellens   | 8:28:02 | Dirk Van Gossum    | 8:33:59  | Rolf Lautenbacher  | 8:40:12  |
| 2003   | Gerrit Schellens   | 8:20:53 | Frank Heldoorn     | 8:22:54  | Péter Kropkó       | 8:34:37  |
| 2004   | Gerrit Schellens   | 8:17:50 | Péter Kropkó       | 8:24:51  | Chris Brands       | 8:27:12  |
| 2005   | Gerrit Schellens   | 8:11:52 | Frank Heldoorn     | 8:22:03  | Chris Brands       | 8:28:04  |
| 2006   | Maximilian Longrée | 8:23:00 | Bert Flier         | 8:30:39  | Anton Mol          | 8:34:22  |
| 2007   | Teemu Toivanen     | 8:18:56 | Jonas Colting      | 8:24:17  | Chris Brands       | 8:24:51  |
| 2008   | Gerrit Schellens   | 8:22:49 | Dirk Van Gossum    | 8:30:35  | Bruno Hecquet      | 8:30:48  |
| 2009   | Georg Potrebitsch  | 8:31:38 | Michael Krüger     | 8:34:02  | Dirk Wijnalda      | 8:39:41  |
| 2010   | Gerrit Schellens   | 8:19:05 | Erik-Simon Strijk  | 8:35:09  | Roeland Smits      | 8:36:00  |
| 2011   | Dirk Wijnalda      | 8:32:36 | Roeland Smits      | 8:38:01  | Remy Vasseur       | 8:40:21  |
| 2012   | Dirk Wijnalda      | 8:09:07 | Roeland Smits      | 8:09:57  | Remy Vasseur       | 8:10:17  |
| 2013   | Bart Colpaert      | 8:34:50 | Georg Potrebitsch  | 8:43:19  | Erik-Simon Strijk  | 8:45:48  |
| 2014   | Markus Fachbach    | 8:28:25 | Dirk Wijnalda      | 8:33:09  | Chris Fischer      | 8:34:05  |
| 2015   | Markus Fachbach    | 8:12:24 | Mark Oude Bennink  | 8:18:14  | Erik-Simon Strijk  | 8:22:29  |
| 2016   | Jan Raphael        | 8:03:43 | Dirk Wijnalda      | 8:14:48  | Marek Jaskólka     | 8:23:48  |
| 2017   | Joe Skipper        | 7:59:39 | Viktor Zyemtsev    | 8:03:14  | Jaroslav Kovacic   | 8:05:40  |
| 2018   | Jaroslav Kovacic   | 7:55:44 | Cameron Wurf       | 8:00:55  | Kristian Høgenhaug | 8:03:31  |
| 2019   | Matt Trautman      | 7:50:15 | Kristian Høgenhaug | 7:53:52  | Tomáš Řenč         | 8:00:44  |
| 2020   | Afgelast           | -       | Afgelast           | -        | Afgelast           | -        |
| 2021   | Kristian Høgenhaug | 7:37:46 | Jesper Svensson    | 7:39:25  | Reinaldo Colucci   | 7:45:15  |
| 2022   | Kieran Lindars     | 7:55:44 | Niek Heldoorn      | 8:00:38  | Andrew Starykowicz | 8:01:44  |
| 2023   | Menno Koolhaas     | 7:36:36 | Kieran Lindars     | 7:48:30  | Milan Brons        | 7:49:49  |
| 2024   | Jesper Svensson    | 7:41:26 | Joshua Lewis       | 7:47:29  | Lars Lomholt       | 7:48:38  |

### Vrouwen
| Editie | Goud                       | Tijd     | Zilver              | Tijd     | Brons                 | Tijd     |
| 1983   | Conny van Diest            | 13:10:53 |                     |          |                       |          |
| 1984   | Andis Bow                  | 11:01:32 | Manna Helsloot-Kwak | 11:52:52 | Doina Nugent          | 11:57:14 |
| 1985   | Erin Baker                 | 9:26:30  | Sarah Springman     | 10:18:53 | Gabrielle Hirsemann   | 10:42:03 |
| 1986   | Carla Krauwel-van der Does | 11:32:50 | Henny Verdonk       | 11:50:07 | Marjan Kiep           | 11:55:06 |
| 1987   | Ada van Zwieten            | 10:50:49 | Henny Verdonk       | 11:27:04 | Marjan Kiep           | 11:28:23 |
| 1988   | Irma Zwartkruis            | 9:54:42  | Marjan Kiep         | 10:41:48 | Marion van Boven      | 11:19:56 |
| 1989   | Irma Zwartkruis            | 9:22:44  | Thea Sybesma        | 9:37:06  | Henny Verdonk         | 10:41:25 |
| 1990   | Thea Sybesma               | 9:20:35  | Marie-José Dam      | 10:58:09 | Gerda de Koning       | 11:08:29 |
| 1991   | Thea Sybesma               | 9:18:04  | Ada van Zwieten     | 9:48:01  | Katinka Wiltenburg    | 9:52:45  |
| 1992   | Thea Sybesma               | 9:05:53  | Inge Pool           | 9:30:15  | Bianca van Woesik     | 9:33:15  |
| 1993   | Bianca van Woesik          | 9:29:22  | Ada van Zwieten     | 9:37:11  | Katinka Wiltenburg    | 9:39:04  |
| 1994   | Irma Heeren                | 9:46:25  | Pauline Cound       | 10:09:12 | Marijke Zeekant       | 10:14:11 |
| 1995   | Katinka Wiltenburg         | 9:02:32  | Irma Heeren         | 9:26:36  | Cora Vlot             | 9:44:09  |
| 1996   | Katinka Wiltenburg         | 8:56:57  | Cora Vlot           | 9:41:56  | Jitske Cats           | 9:54:53  |
| 1997   | Katinka Wiltenburg         | 9:12:52  | Christine de Wit    | 9:27:33  | Bianca van Dijk       | 9:28:33  |
| 1998   | Robin Roocke               | 9:13:31  | Cora Vlot           | 9:22:34  | Bianca van Dijk       | 9:41:13  |
| 1999   | Irma Heeren                | 8:56:23  | Robin Roocke        | 9:05:04  | Marijke Zeekant       | 9:23:38  |
| 2000   | Lisebeth Kristensen        | 9:08:23  | Cora Vlot           | 9:36:09  | Christel van Eesbeek  | 9:46:19  |
| 2001   | Cora Vlot                  | 9:45:28  | Ilonka van der Meer | 10:53:23 | Minouche van der Plas | 11:03:47 |
| 2002   | Tamara Kozulina            | 9:47:05  | Cora Vlot           | 9:50:17  | Nicole Best           | 10:06:07 |
| 2003   | Cora Vlot                  | 9:45:21  | Heleen bij de Vaate | 9:50:51  | Mariska Kramer-Postma | 10:08:00 |
| 2004   | Cora Vlot                  | 9:41:33  | Gabriele Keck       | 9:49:38  | Tiina Boman           | 9:53:10  |
| 2005   | Cora Vlot                  | 9:30:44  | Gabriele Keck       | 9:42:19  | Esther de Vries       | 10:09:51 |
| 2006   | Gabriele Keck              | 9:48:29  | Irene Kinnegim      | 9:55:35  | Kristin Lie           | 10:06:20 |
| 2007   | Yvonne van Vlerken         | 8:58:28  | Heleen bij de Vaate | 9:12:07  | Sofie Goos            | 9:40:41  |
| 2008   | Heleen bij de Vaate        | 9:23:16  | Irene Kinnegim      | 9:38:57  | Kristin Lie           | 9:39:55  |
| 2009   | Irene Kinnegim             | 9:27:38  | Sara Sig Moeller    | 9:31:53  | Carla van Rooijen     | 9:48:59  |
| 2010   | Irene Kinnegim             | 9:29:38  | Carla van Rooijen   | 9:42:41  | Marleen Vos           | 10:07:47 |
| 2011   | Sonja Jaarsveld            | 9:32:54  | Hanneke de Boer     | 9:52:32  | Corine Nelen          | 10:18:14 |
| 2012   | Heleen bij de Vaate        | 9:03:58  | Irene Kinnegim      | 9:06:26  | Carla van Rooijen     | 9:18:49  |
| 2013   | Susan Blatt                | 9:24:40  | Irene Kinnegim      | 9:47:37  | Kathrin Walther       | 10:07:44 |
| 2014   | Heleen bij de Vaate        | 9:16:26  | Tineke van den Berg | 9:26:04  | Victoria Gill         | 9:42:53  |
| 2015   | Kathrin Walther            | 9:26:11  | Irene Kinnegim      | 9:27:27  | Camille Deligny       | 9:29:52  |
| 2016   | Camille Deligny            | 9:18:15  | Mirjam Weerd        | 9:20:59  | Simona Krivanková     | 9:24:48  |
| 2017   | Yvonne van Vlerken         | 8:51:13  | Sarissa de Vries    | 9:09:44  | Hanna Maksimava       | 9:20:02  |
| 2018   | Yvonne van Vlerken         | 9:00:03  | Els Visser          | 9:16:30  | Lina-Kristin Schink   | 9:17:47  |
| 2019   | Yvonne van Vlerken         | 8:56:10  | Lina-Kristin Schink | 9:11:27  | Sarissa de Vries      | 9:12:29  |
| 2020   | Afgelast                   | -        | Afgelast            | -        | Afgelast              | -        |
| 2021   | Sarissa de Vries           | 8:32:04  | Manon Genet         | 8:34:22  | Michelle Vesterby     | 8:38:53  |
| 2022   | Katharina Wolff            | 9:10:10  | Lina-Kristin Schink | 9:15:57  | Jenny Älmqvist Nae    | 9:21:04  |
| 2023   | Els Visser                 | 8:35:14  | Marlene de Boer     | 8:43:09  | Katrine Christensen   | 8:43:23  |
| 2024   | Marlene de Boer            | 8:22:30  | Alanis Siffert      | 8:30:16  | Jana Uderstadt        | 8:34:36  |

## Bijzonderheden
Monique De Bie is in 1984 de eerste Belgische deelneemster en finisher. Zij behaalt de 3de prijs in de leeftijdscategorie 25-29 jaar, na Andis Bow en E. Kelly. 